# العلاقات الكمبودية اللاوسية
العلاقات الكمبودية اللاوسية هي العلاقات الثنائية التي تجمع بين كمبوديا ولاوس.

## مقارنة بين البلدين
هذه مقارنة عامة ومرجعية للدولتين:
| وجه المقارنة                                              | كمبوديا                   | لاوس        |
| --------------------------------------------------------- | ------------------------- | ----------- |
| المساحة (كم2)                                             | 181.03 ألف                | 236.80 ألف  |
| عدد السكان (نسمة)                                         | 16.01 مليون               | 6.86 مليون  |
| الكثافة السكانية (ن./كم²)                                 | 88.44                     | 28.97       |
| العاصمة                                                   | بنوم بنه                  | فيينتيان    |
| اللغة الرسمية                                             | اللغة الخميرية            | اللغة اللاو |
| العملة                                                    | ريال كمبودي، دولار أمريكي | كيب لاوي    |
| الناتج المحلي الإجمالي (بليون دولار)                      | 22.16 مليار               | 16.85 مليار |
| الناتج المحلي الإجمالي (تعادل القوة الشرائية) بليون دولار | 54.37 مليار               | 38.71 مليار |
| الناتج المحلي الإجمالي الاسمي للفرد دولار أمريكي          | 1.16 ألف                  | 1.82 ألف    |
| الناتج المحلي الإجمالي للفرد دولار أمريكي                 | 3.26 ألف                  |             |
| مؤشر التنمية البشرية                                      | 0.555                     | 0.575       |
| رمز المكالمات الدولي                                      | +855                      | +856        |
| رمز الإنترنت                                              | .kh                       | .la         |
| المنطقة الزمنية                                           | ت ع م+07:00               | ت ع م+07:00 |

## مدن متوأمة
في ما يلي قائمة باتفاقيات التوأمة بين مدن كمبودية ولاوسية:
- ترتبط بنوم بنه مع فيينتيان باتفاقية توأمة منذ 2008.

## منظمات دولية مشتركة
يشترك البلدان في عضوية مجموعة من المنظمات الدولية، منها:
| علم المنظمة | اسم المنظمة                        | تاريخ انضمام كمبوديا | تاريخ انضمام لاوس |
| ----------- | ---------------------------------- | -------------------- | ----------------- |
|             | بنك التنمية الآسيوي                | 1966                 | 1966              |
|             | مؤسسة التنمية الدولية              | 22 يوليو 1970        | 28 أكتوبر 1963    |
|             | يونسكو                             | 3 يوليو 1951         | 9 يوليو 1951      |
|             | وكالة ضمان الاستثمار متعدد الأطراف | 1 ديسمبر 1999        | 5 أبريل 2000      |
|             | الأمم المتحدة                      | 14 ديسمبر 1955       | 14 ديسمبر 1955    |
|             | البنك الدولي للإنشاء والتعمير      | 22 يوليو 1970        | 5 يوليو 1961      |
|             | منتدى آسيان الإقليمي ‏              | ?                    | ?                 |
|             | منظمة حظر الأسلحة الكيميائية       | ?                    | ?                 |
|             | مؤسسة التمويل الدولية              | 26 مارس 1997         | 29 يناير 1992     |
|             | أسيان                              | 30 أبريل 1999        | 23 يوليو 1997     |
|             | منظمة الشرطة الجنائية الدولية      | ?                    | ?                 |

## وصلات خارجية
- موقع وزارة الخارجية الكمبودية
- موقع وزارة الخارجية اللاوسية